# 千一日物語
『千一日物語』（せんいちにちものがたり、仏: Les Mille et un Jours）は、1710年から1712年にかけてフランスで出版された物語集。作者はルイ14世時代の東洋学者、フランソワ・ペティ・ド・ラ・クロワ（François Pétis de la Croix、1653年 - 1713年）。フランス語版のもとになった原テキストは失われている。よく知られている『トゥーランドット』は『千一日物語』の中の物語（「カラフ王子と中国の王女の物語」）を利用したものである。またアンデルセンの童話『飛ぶトランク』の原話は「マレクとシリン王女の物語」（『千一日物語』109日-115日）であるとされる。 
『千一日物語』は枠物語の形式をとっており、物語の発端は同様の形式である『千一夜物語』と類似している。なお、1704年から1717年には『千一夜物語』がアントワーヌ・ガラン（Antoine Galland、1646年 - 1715年）によってフランスで翻訳、出版されている。